# Franz Philipp von Lamberg

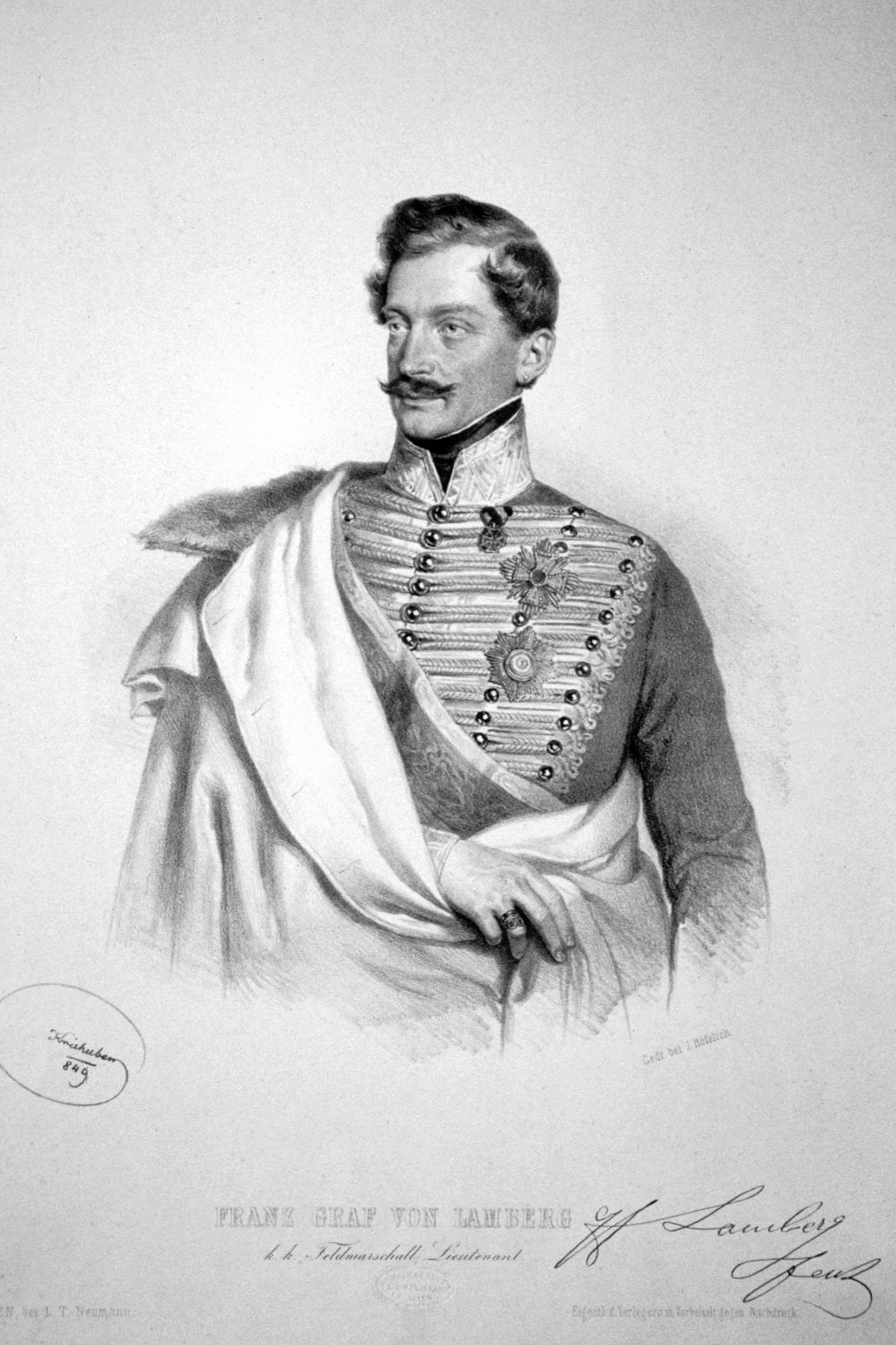
Franz Philipp Graf von Lamberg
(Lithographie von Joseph Kriehuber)

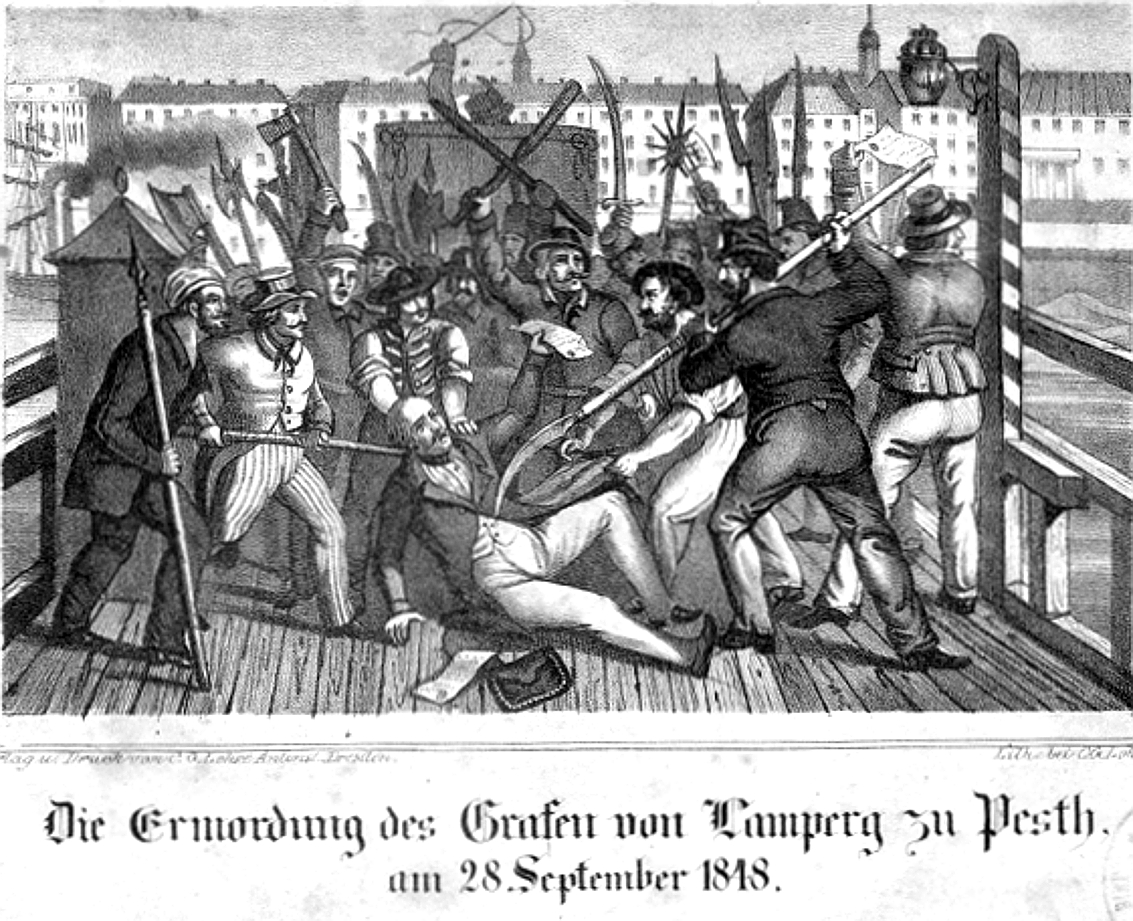
"Die Ermordung des Grafen von Lamperg zu Pesth"

Franz Philipp Graf von Lamberg (* 30. November 1791 in Mór (Moor) in Komitat Fejér, Ungarn; † 28. September 1848 in Budapest) war ein österreichischer Feldmarschallleutnant, der während der ungarischen Revolution ums Leben kam.

## Leben
Er entstammte dem uradeligen Geschlecht derer Von Lamberg. Seine Eltern waren Philipp Joseph von Lamberg (1748–1807) und Maria Barbara Baronin Luzénszky de Reglicze (1771–1843). Lamberg begann seine militärische Karriere 1810 als Leutnant beim k.k. Ulanenregiment Nr. 3 und stand bei der kaiserlichen Armee in Italien. Er machte die Befreiungskriege 1813/14 so wie die anschließende Besatzung bis 1818 bei der Armee in Frankreich mit. In der langen folgenden Friedenszeit durchlief er die gesamte Offizierslaufbahn, im Jahr 1821 kam er als Rittmeister zum Chevauxlegers-Regiment Nr. 7 und wurde später Oberst und Kommandeur des Ulanen-Regiments Nr. 2. Im Mai 1834 wurde er zum Generalmajor beförder. Er war Brigadier in Esseg, 1835 in Preßburg Schließlich nach 32 Dienstjahren am 7. Februar 1842 erhielt er den Rang eines Feldmarschallleutnants, wurde 1843 dann Divisionär in Graz und 1845 zweiter Inhaber des 4. Husaren-Regiments.
Der Umstand, dass er zugleich loyaler kaiserlicher Offizier und ungarischer Magnat war, brachte ihm 1848 nach Beginn der Unruhen in Ungarn den Auftrag, als kaiserlicher Kommissar, provisorischer Palatin und Oberbefehlshaber aller Truppen in Ungarn die Ruhe wiederherzustellen. Doch Ungarn hatte sich längst anders entschieden und im Landtag wurde beschlossen, Lamberg die Kommandoübernahme zu verbieten. An die Armee aber erging die Weisung, ihm den Gehorsam zu verweigern.
Als er sein Amt antreten wollte, kam er gar nicht mehr dazu, mit den ungarischen Abgeordneten zu verhandeln. Denn er wurde sofort nach seinem Eintreffen in Pest auf der Pontonbrücke von einer erregten Volksmenge angegriffen und an Ort und Stelle ermordet.

## Familie
Lamberg heiratete am 19. April 1828 die Gräfin Caroline von Hoyos, Freiin zu Stichsenstein (* 3. Mai 1811; † 19. April 1875). Das Paar hatte mehrere Kinder:
- Ernestine (1829–1874) ⚭ Anton Franz Karl Szécsen von Temerin (1819–1896)
- Karoline(1830–1883) ⚭ Alfons von Wimpffen († 22. Juni 1866 bei Nachod), k.k. Oberst
- Franz Emerich (1830–1883) ⚭ 1861 Anna Maria von Lamberg (* 13. Februar 1837)[1]
- Marie (1833–1876) ⚭ Alphons Friedrich von Mensdorff-Pouilly
- Theresia (1836–1913) ⚭ 1862 Franz von Meran (1839–1891)
- Philipp Karl (1838–1874) ⚭ Marie von Wenckheim (* 3. Juli 1846)[2]
- Heinrich (1841–1929), k.u.k. General der Kavallerie ⚭ Eleonore von Schwarzenberg